# Borzestowo
Borzestowo (dodatkowa nazwa w języku kaszub. Bòrzestowò, niem. Borschestowo) – wieś kaszubska w Polsce, położona w województwie pomorskim, w powiecie kartuskim, w gminie Chmielno, na Pojezierzu Kaszubskim, na obszarze Kaszubskiego Parku Krajobrazowego, nad jeziorem Długim, u podnóża wzniesienia Garecznica. 
Wieś szlachecka Borzestowo położona była w II połowie XVI wieku w powiecie mirachowskim województwa pomorskiego. W latach 1954–1961 wieś należała i była siedzibą władz gromady Borzestowo, po jej zniesieniu w gromadzie Kamienica Szlachecka. W latach 1975–1998 miejscowość administracyjnie należała do województwa gdańskiego.
Według danych z 31 grudnia 2003 roku wieś zamieszkiwało 559 osób. 
| SIMC    | Nazwa      | Rodzaj                 |
| ------- | ---------- | ---------------------- |
| 0159829 | Grodzisko  | część wsi              |
| 0159835 | Stary Dwór | część wsi              |
| 0159841 | Zajezierze | część wsi (do 2023 r.) |

## Historia
Prefiks w nazwie Borzestowa wskazuje na pochodzenie nazwy od imienia własnego Borzest. Jest ono skrótem pełnego imienia z pierwszym członem borzy- o znaczeniu "walczyć, bojować". Historyczne nazwy wsi przedstawione zostały jako "Borzestowo", "Borzystowo" i "Borystowo".
Wieś była notowana w źródłach od końca XIV wieku jako szlachecka. W 1570 roku wymienieni tu zostali trzej Borzestowscy: Wawrzyniec, Wojciech i Grzegorz. Ród Borzestowskich zalicza się do szlachty kaszubskiej. Najstarsze wiadomości o tym rodzie pochodzą z pierwszej połowy XV wieku. W wielkiej księdze czynszów zakonu krzyżackiego pod datą 1437 wymienione jest Borzestowo jako pomorskie dobro pańskie. Jednak jako protoplastę dębu Borzestowskich uznaje się Mathiasa, który żył w latach 1510-1576. Ród utracił swoją posiadłość za życia Marcelego Borzestowskiego. Ich murowany dwór, już nieistniejący, był umiejscowiony na borzestowskich pustkach Stary Dwór, kilometr od samego Borzestowa.
Na koniec 1892 r. wieś liczyła (łącznie z Borzestowską Hutą) 551 mieszkańców, 518 Kaszubów (510 katolików i 8 ewangelików), 28 Niemców ewangelików i 5 Żydów.
W 1913 r. wiejską karczmę i sklep kolonialno-spożywczy prowadził Fritz Oszubski, właścicielem ziemskim był Reinhold Körber oraz Rudolf von Lebinski (w sąsiedniej Borzestowskiej Hucie), kowalem był K. Neumann, stolarzem i szklarzem M. Roschkowski, przedsiębiorcą budowlanym Jakob Leyk, handel bydłem prowadził Josef Gorlikowski.
W Borzestowie urodzili się działacze pomorscy Franciszek Kręcki i jego siostra Maria Lukrecja Bobrius-Kręcka.
Od końca I wojny światowej wieś znajdowała się w granicach Polski (powiat kartuski). Do 1918 roku obowiązującą nazwą niemieckiej administracji dla Borzestowa było Borschestowo. Podczas okupacji niemieckiej nazwa Borschestowo została przez nazistowskich propagandystów niemieckich (w ramach szerokiej akcji odkaszubiania i odpolszczania nazw niemieckiego lebensraumu) zweryfikowana jako zbyt kaszubska i przemianowana na bardziej niemiecką – Borschenstein.

## Współczesność
W Borzestowie znajduje się placówka Ochotniczej Straży Pożarnej. Południowo-wschodnim krańcem wsi prowadzi turystyczny szlak Wzgórz Szymbarskich. 
W okolicach znajduje się kilka plantacji truskawek. W Borzestowie posadzono pierwszą sadzonkę truskawki na Kaszubach, a możliwe że nawet w Polsce. Roślinę tę do Borzestowa sprowadził z Ameryki ks. Sadowski, ówczesny proboszcz parafii Wygoda.
W Borzestowie działa „Remusowy Krąg” – organizacja mająca na celu integrację wsi, zarówno młodych i starszych osób, jak i rolników z np. nauczycielami. Na comiesięcznych spotkaniach, na które może przyjść każdy, odczytywane są fragmenty książki A. Majkowskiego Życie i przygody Remusa oraz odbywają się spotykania z gośćmi.